# Notre-Dame-d’Épine
Notre-Dame-d’Épine település Franciaországban, Eure megyében. Lakosainak száma 69 fő (2022. január 1.). Notre-Dame-d’Épine Giverville, Morsan és Neuville-sur-Authou községekkel határos.

## Népesség
A település népességének változása:
| Lakosok száma | 59   | 77   | 84   | 78   | 75   | 80   | 81   | 74   | 71   | 69   |
|               | 1968 | 1982 | 1990 | 2006 | 2013 | 2015 | 2017 | 2019 | 2020 | 2022 |